# Зенкевич, Михаил Александрович
Михаи́л Алекса́ндрович Зенке́вич (9 [21] мая 1886, Николаевский Городок, Саратовская губерния — 14 сентября 1973, Москва) — русский поэт и прозаик, переводчик.

## Биография
Родился 9 (21) мая 1886 в селе Николаевский Городок Саратовской губернии в семье учителей. После окончания 1-й Саратовской гимназии (1904) два года изучал философию в университетах Йены и Берлина. С 1907 года жил в Петербурге. Окончил юридический факультет Императорского Санкт-Петербургского университета (1915).
В 1911 году стал одним из соучредителей «Цеха поэтов», в 1912 году выпустил первую книгу «Дикая порфира».
После октября 1917 года вернулся в Саратов, с 1918 года работал в отделе искусств газеты «Саратовские известия».
В 1923 году переехал в Москву. С 1925 года служил секретарём журнала «Работник просвещения», в 1925—1935 годах — редактором отдела иностранной литературы в издательстве «Земля и фабрика», в 1934—1936 годах — заведующим отделом поэзии в журнале «Новый мир».
В советский период публиковал в основном переводы («Юлий Цезарь» и «Мера за меру» Шекспира, «Остров сокровищ» Роберта Стивенсона, «Война миров» Уэллса), особенно много переводил американскую поэзию, также был соредактором известной антологии «Поэты Америки XX века». В 1947 году вступил в ВКП(б).
Похоронен на Хованском кладбище; могила утрачена.

## Факты
Зенкевич являлся ключевым свидетелем по делу о загадочной гибели поэта Дмитрия Кедрина 18 сентября 1945 года. Зенкевич был последним из установленных лиц, кто видел Кедрина живым — в этот день они неожиданно столкнулись в центре Москвы впервые за много лет и провели время в пивном баре на улице Горького. Позже исследователи спорили, насколько случайной была эта встреча. В ходе следствия Зенкевич дал показания о неком подозрительном типе, крутившемся возле них в баре, однако истинная картина происшествия так и не была выяснена.

## Отзывы
В ранних произведениях 3енкевича, относящихся к акмеистскому периоду его творчества, преобладают тяжеловесные стихи с темами и образами доисторического бытия. Сопоставление этих образов с ничтожностью человека навлекло на него после революции упрёки в пессимизме. 3енкевич сочинял стихи, в которых описывал ужасы войны и выражал надежду на приход новой жизни. Описание партийных собраний, прославление машинной техники, внедряемой в сельское хозяйство, поэмы о советских лётчиках или о величии Сталина показывают дурное влияние социалистического реализма.— Вольфганг Казак

### Стихотворения
- Дикая порфира. (1909—11 г.). [Стихи]. — СПб.: Цех поэтов, 1912. — [4], 105, [3] с.
- Четырнадцать стихотворений. — Петроград: Гиперборей, 1918. — 28, [4] с.
- Пашня танков. [Стихи]. — [Саратов]: тип. Проф.-техн. курсов Губполиграфотд., 1921. — 29, [3] с.
- Под пароходным носом. [Стихи]. — М.: Узел, [1926]. — 31 с.
- Поздний пролёт. [Стихи]. — М.; Л.: Земля и фабрика, [1928]. — 101, [3] с.
- Машинная страда. [Стихи]. — М.; Л.: Огиз — ГИХЛ, 1931. — 48 с.
- Избранные стихи. — М.: Жур.-газ. объединение, 1932. — 32 с. — (Библиотека «Огонёк»).
- Избранные стихи. — [М.]: Сов. лит-ра, 1933. — 173 с.
- Набор высоты. Стихи. — [М.]: Гослитиздат, 1937. — 231, [5] с.
- Сквозь грозы лет. Стихи / [Предисл. А. Волкова]. — М.: Гослитиздат, 1962. — 222 с.; 1 л. портр.
- Избранное / [Вступит. статья Н. С. Тихонова; Илл.: И. Сальникова и В Сальников]. — М.: Худ. лит., 1973. — 224 с. с илл.; 1 л. портр. — 25 000 экз.
- Сказочная эра: Стихотворения. Повесть. Беллетристические мемуары / Сост., подготовка текстов, прим., краткая биохроника С. Е. Зенкевича; Вступ. ст. Л. А. Озерова. — М.: Школа-пресс, 1994. — 688 с. — (Круг чтения: школьная программа).
- Сто стихотворений. — М.: Прогресс-Плеяда, 2013. — 155 с.[9]

### Переводы
- Гюго В. Май 1871 года. [Стихи] / Пер. Мих. Зенкевича. — М.: Красная новь, 1923. — 22 с.
- Фрейлиграт Ф. Вопреки всему. Избранные стихотворения / Пер., вступ. ст. и прим. М. Зенкевич. — [М.]: Гос. изд., [1924]. — 12, [1] с.
- Поэты Америки. XX век. Антология / [Пер. М. Зенкевича и И. Кашкина]. — М.: Гослитиздат, 1939. — 288 с.
- Из американских поэтов. [Переводы]. — М.: Гослитиздат, 1946. — 136 с.
- Негош П. Горный венец. [Поэма] / Пер. с серб. [и вступит. статья] М. Зенкевича. — [М.: Гослитиздат], 1948. — 175 с.
- Поэты XX века. Стихи зарубежных поэтов в переводе М. Зенкевича / [Предисл. Н. Тихонова]. — М.: Прогресс, 1965. — 160 с. — (Мастера поэтич. перевода).
- Американские поэты в переводе М. А. Зенкевича / [Справки об авт. Е. Осеневой]. — М.: Худ. лит., 1969. — 285 с.

### Проза
- Братья Райт. — М.: Жур.-газ. объединение, 1933. — 197, [2] с. — (Жизнь замечательных людей).
- Эльга: Беллетрист. мемуары. — М.: Кор-инф, 1991. — 208 с.; портр. — (Прил. к журн. «Лепта»).